# آنتلوپ (داکوتای جنوبی)
آنتلوپ(به انگلیسی: Antelope) شهری در ایالت داکوتای جنوبی کشور ایالات متحده آمریکا است که جمعیت آن در سرشماری سال ۲۰۱۰ میلادی، ۸۲۶ نفر بوده‌است.